# دامیر اسکومینا
 دامیر اسکومینا  (به انگلیسی: Damir Skomina) (زاده ۵ آگوست ۱۹۷۶ - کوپر) داور اهل فوتبال اسلوونی است.
او از سال ۲۰۰۳ میلادی وارد لیست داوران فیفا شده‌است. اسکومینا در جام ملت‌های اروپا ۲۰۰۸، بازی‌های المپیک تابستانی ۲۰۰۸، جام جهانی فوتبال ۲۰۱۸ و فینال لیگ قهرمانان اروپا ۲۰۱۹ را قضاوت کرده‌است.